# ベナーサイクル

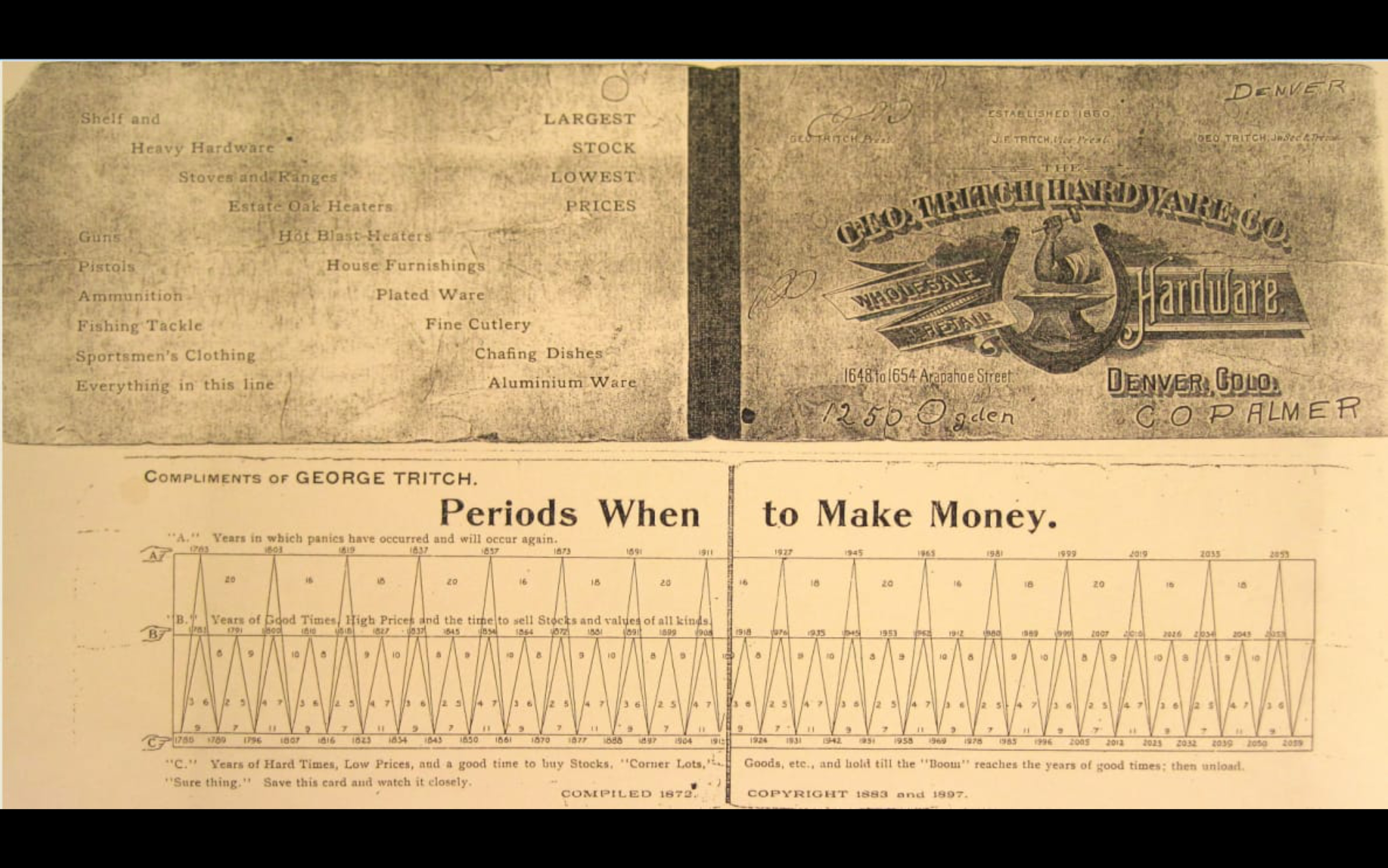
1884年に出版された「ベナーズの予言: 将来の価格の上昇と下落」より。ただし、初めて言及されたのは 1872年。

ベナー・サイクルは、1924年から2059年までの市場サイクルを描いたチャート。このチャートは、オハイオ州の農夫であるサミュエル・ベナーが1884年に出版した『ベナーの未来の価格の動向に関する予言』（Benner's Prophecies of Future Ups and Downs in Prices）という本で初めて公表された。
そのチャートは、市場サイクルの3つのフェーズを示している。
A. パニックの年 - 「パニックが発生した年および再び発生する年。」
B. 好況の年 - 「好況の年。高値であり、株やあらゆる種類の資産を売る時期。」
C. 困難な時期、低価格の年 - 「困難な時期や低価格の年。この時期には株、角地、商品などを購入し、ブームが好況の年に達するまで保有し、その後売却するのが良い時期です。」